# 和田政則
和田 政則（わだ  まさのり、1955年（昭和30年）5月15日 - ）は、日本の実業家。大分信用金庫会長。
大分信金では創業家以外で初の生え抜き理事長である。

## 来歴
大分県出身。1978年に西南学院大学を卒業し、大分信用金庫に入庫。
2004年に理事（審査管理部長）に就任し、以後理事の地位で営業部長（2007年）、債権管理室長（2008年）を歴任した。2009年7月に常務に昇格し、2010年には業務部長を兼ねる。
2012年6月に理事長に就任、10年間務めた後、2022年6月に会長となる。